# Maxim Gourov
Maxim Gourov (30 de enero de 1979) es un ciclista kazajo.

## Palmarés
1999
- Tour de Bulgaria

2000
- 1 etapa de la Vuelta a la Argentina

2005
- 3.º en el Campeonato de Kazajistán Contrarreloj

2008
- 3.º en el Campeonato de Kazajistán en Ruta

2009
- 2.º en el Campeonato de Kazajistán en Ruta

2010
- Campeonato de Kazajistán en Ruta

## Resultados en Grandes Vueltas y Campeonatos del Mundo
| Carrera         | Carrera         | 2005 | 2006 | 2007  | 2008 | 2009 | 2010 | 2011  |
| --------------- | --------------- | ---- | ---- | ----- | ---- | ---- | ---- | ----- |
|                 | Giro de Italia  | —    | —    | 118.º | —    | —    | —    | 151.º |
|                 | Tour de Francia | —    | —    | —     | —    | —    | —    | —     |
|                 | Vuelta a España | —    | —    | —     | —    | —    | —    | —     |
| Mundial en Ruta | Mundial en Ruta | 88.º | —    | —     | —    | —    | —    | —     |

—: no participa
Ab.: abandono